# ビキニ・ウォリアーズ
『ビキニ・ウォリアーズ』（BIKINI WARRIORS）は、ホビージャパンとメガハウスの共同企画で、フィギュアを中心としたメディアミックス作品。
2015年2月に公式サイトが設置され、プロジェクトが始動。同年7月から9月まで5分枠の短編テレビアニメが放送された。

## 概要
ホビージャパン✕メガハウスがクイーンズブレイドに続いてタッグを組んだファンタジーフィギュアキャラクター企画。フィギュアを起点としてweb小説、アニメ、漫画、ソーシャルゲームなど多方面にメディアミックスを展開している。
キャラクターデザインにはイラストレーターのHisasi、おにぎりくん、saitom、織田non、広江礼威、Tony、高村和宏、ヤスダスズヒトが起用された。テレビアニメでは各自のデザイン画を元に、アニメーターの村山公輔がアニメ用のデザインを描き起こしている。アニメ放映後には新規にAKIRA、あかざわREDが起用された。

## 世界観
舞台は剣と魔法の世界。冒険者たちがパーティを組んで、魔王に戦いを挑むという王道RPG風の設定ではあるが、その冒険者たちの容姿はすべて美乳、爆乳、ビキニアーマー。

## キャラクター
※声はテレビアニメ版の声優。
公式サイトでの設定を中心に、『ビキニ冒険記』・アニメ・漫画などの媒体での動向を記載する。

### 勇者一行
ファイター（Fighter）
キャラクターデザイン - Hisasi / 声 - 日笠陽子
特徴 - 脳筋・常識人 / 身長 - 163cm / 武器 - バスタードソード
近接武器の扱いを得意とする肉弾戦のプロフェッショナルだが、逆に言えばそれ以外のスキルは特にない。あらゆる障害を筋肉と気合だけで乗り越える。
容姿は赤調のセミロング髪と目に、白主体で赤い線が入ったビキニ。バックラー型の盾に長剣、赤調の甲掛を持つ。
『ビキニ冒険記』では、王より魔王討伐の任を受け旅立つ勇者の娘。ただし路銀はわずかな金貨しか与えられなかった。
漫画版では、初陣でスライムに鎧を溶かされてしまい露出狂として捕まる。魔王討伐を標榜し、そのために魔法を覚えようと魔導書を読み始めるが発狂して暴れ出し、一時はメイジによりカエルに変えられたことがある。
パラディン（Paladin）
キャラクターデザイン - おにぎりくん / 声 - 植田佳奈
特徴 - 高貴・妄想癖 / 身長 - 165cm / 武器 - ブロードソード
あらゆる武器を使いこなし、弱きを助け悪を討つ騎士。ファイターの完全上位互換と思われがちだが、厳しい戒律に縛られており時にはそれが足枷となる。また名家の出身のため庶民感覚が理解できないという弱点も持つ。
『ビキニ冒険記』では、王の城にいた聖騎士だったが、ファイターの誘惑(?)から旅に同行する事になる。一見規律を重んじてるように見えるが、レズの疑いがある。世界救済者特別措置法（市民の宝箱やタンスを開けて収納されている金品や物品を接収してもよい法）を行使できる立場にある。
漫画版では、神の教えでビキニが絶対の正義と信じて疑っておらず、ファイターの鎧を破壊してまでビキニアーマーを薦め、事あるごとに脱がせようとする。モンスターの子を捕虜にして呼び寄せられた親のモンスターを延々と倒していたためレベルは高い。王の側近であったが、（下心もあり）その職を辞して正式にパーティに加わる。
メイジ（Mage）
キャラクターデザイン - saitom / 声 - 加隈亜衣
特徴 - コミュ障 / 身長 - 153cm / 武器 - スタッフ
直接戦闘は苦手だが、強力無比な魔法の力を駆使して敵を一掃する。魔法を使い切ってしまうと特にやることはなくなってしまう。パーティの知恵袋だが、コミュ障でうまく伝えられない。
『ビキニ冒険記』では、酒場代が無くなり街で生き倒れていた時にファイターたちに出会い同行することに。防御力を上げたり罠解除の魔法が使える。
漫画版では、図書館にいた魔術師。おおよその魔術を扱えるものの極度の人見知りで、人間の前ではうまく話せないため、ファイターやパラディンをカエルやゴーレムにしてしまう。その結果人間には慣れたようで、2人と一緒にいたいと思い仲間に加わる。味覚は他人よりズレているのかグロテスクなものが多い。
ダークエルフ（Darkelf）
キャラクターデザイン - 織田non / 声 - たかはし智秋
特徴 - 器用貧乏・尊大 / 身長 - 169cm / 武器 - シミター
華麗なる剣の技と、魔法の力を併せ持つ美しき長命の種族。また手先も器用で、聴力も鋭敏。その多彩なスキルであらゆる冒険の局面に対応できるが、逆に言えばどんな局面にも中途半端な対応しかできない。
『ビキニ冒険記』では、闇の森にいた闇エルフで4人目の仲間になる。方向音痴。「剣技や魔法を極め罠の仕掛けにも通じ、素早さは人間の10倍」と豪語するものの、使う闇魔法は初級で剣技も見かけ倒しで、魔法のかかっていない罠の解除にも時間がかかる程である。
ダークエルフのみビキニアーマーの上半身部分がレオタードのようなデザインで描かれ、ビキニトップは着用していない。
ハンター （Hunter）
キャラクターデザイン - 広江礼威 / 声 - 沼倉愛美
特徴 - 田舎者 / 身長 - 163cm / 武器 - コンポジットボウ
荒野に暮らし、凶暴な野獣たちを時には狩り、時には手なずける狡猾な狩人。弓の扱いに長け、サバイバル術も右に出る者はいない。反面、文明的な道具や街の知識には疎く、トイレの流し方も知らないという。
アニメ版では料理が得意であり、食材としてのモンスターの扱いに長ける。
ヴァルキリー（Valkyrie）
キャラクターデザイン - Tony / 声 - 伊藤静
特徴 - セレブ / 身長 - 167cm / 武器 - ロングスピア
生まれつきの能力が高い者か、よほどの経験を積んだものでないと就くことができないと言われる上級職、それがヴァルキリーである。武器も、神に選ばれし、上級の槍しか使用できないという。他にも上級な能力を多数持っているらしいのだが、なかなか全貌を見せてくれない。
アニメ版ではそのうたい文句通りの実力を発揮するが、自らの移動に馬車を求めるなど高慢な性格。
クレリック（Cleric）
キャラクターデザイン - 高村和宏 / 声 - 田中あいみ
特徴 - ヘタレ  / 身長 - 125cm / 武器 - ウォーハンマー
信仰の力により、味方の士気を上げたり、武器の威力を増したりといった神聖魔法をつかうことができる。しかし最も期待されているであろう回復系魔法は不得意で、持ち前の怪力によりウォーハンマーを振り回すことで物事を解決する方が好き。
アニメではOVA収録のエピソード14「クノイチ忍法帖 秘蜜のしたたり」より登場。
クノイチ（Kunoichi）
キャラクターデザイン - ヤスダスズヒト / 声 - 原由実
特徴 - 自由人 / 身長 - 145cm / 武器 - ニンジャトウ、シュリケン
戦士と同等の戦闘力と、盗賊と同等の隠密技術を併せ持つ上級職。その素早さこそが最大の武器であり、装備が軽ければ軽いほど敵の攻撃が当たらなくなるためビキニアーマーの性能を最大限引き出すことができる職業でもある。
アニメではOVA収録のエピソード14「クノイチ忍法帖 秘蜜のしたたり」より登場。
ブラックナイト（Black Knight）
キャラクターデザイン - AKIRA / 声 - 喜多村英梨
特徴 - 中二病 / 身長 - 150cm / 武器 - ハルバード
自由が信条であり、金次第で勇者パーティに加わることもあれば、魔王軍につくこともある。寂しがり屋で特に気に入っている冒険者たちにはやたらと絡んでくる。理由は不明だが自分が「ゲーム世界の登場人物」なる存在だと思いこんでおり「メタ発言」ができる唯一の人物となっている。当然、他のキャラクターは発言の意味が分からずちょっといかれた奴という認識を持たれている。それがブラックナイトの孤独感にますます拍車をかけている。
アニメではOVA2収録のエピソード17「勇者には常に理不尽なイベントがつきまとうものである」より登場。
ネクロマンサー（Necromancer）
キャラクターデザイン - あかざわRED / 声 - 藤田茜
特徴 - 小悪魔 / 身長 - 145cm / 武器 - サイズ
屍を動かす禁断の秘術を極めた術師。むちむちのお姉さんもしくは可愛い動物しかアンデッドにはしたくないらしい。また、むちむちのお姉さんが好みでアンデッドにしてずっと一緒にいたいと願っている。ブラックナイトのことを何故か尊敬していてなんでも彼女の言うことを聞くが、ブラックナイトの方はアンデッドが嫌いな為ネクロマンサーのことは少し苦手に思っている。
アニメではOVA2収録のエピソード17「勇者には常に理不尽なイベントがつきまとうものである」より登場。

### 魔王軍
大魔王 デスゲドー
声 - 武内駿輔
ラスボスであり、この世を支配する魔王。勇者達は奮闘空しく敗北するが、設定上は復活を遂げ何もなかったように旅を続けている、ということになっている。
魔王
声 - 山本格
テレビアニメの最終話において勇者達が戦ったラスボス。デスゲドーとの関連は不明。

### その他のキャラクター
店主
声 - 前田弘喜
勇者達にビキニアーマーを薦める防具屋店主。小手やらマントやら装飾品が無い普遍的な外観の水着も取り扱う。
王
声 - 山下大毅
勇者達に国を救うよう依頼するが、支度金は金貨10枚しか出さなかった。（ちなみに一行の1泊分の宿代が金貨12枚）
町長
声 - 真木駿一
鍵を渡すと称して勇者達に無理難題なクエストを出す。
女神
声 - 渡谷美帆
罠だらけの宝箱が多いダンジョンで、宝箱から出現した女神。貴重そうなアイテムを2つ選択させるが、どちらも現状の窮地を脱するアイテムではなかったためパーティの一同から罵倒され、宝箱に引っ込んでしまう。

## 用語
ビキニアーマー
主人公であるファイター達が着用している鎧の総称。見た目はアクセサリー類、軽装の鎧、そしてビキニ（水着）を纏ったようにしか見えない。見た目は全く同一だが最新式と旧式の物では性能に差があり、最新式のビキニアーマーを装備したパラディン、メイジ、ダークエルフの三人は旧式を装備していたファイターと異なり再度ダンジョンでモンスター達の攻撃を受けても平然としていた。また、街中でも市民からの評判は上々であり、それを受けパラディンは「これぞ、世界を救う冒険者に相応しい装備」だと語っている。また、ほぼアクセサリーや軽装の鎧を外し、完全に見た目がビキニだけのビキニアーマーも存在するが、これを着用したファイター、パラディン、メイジ、ダークエルフの4人は、「水着」と認識して恥ずかしがる描写がある。

## アニメ
5分枠の短編アニメとして、2015年7月から9月まで放送された。共同制作の一社であるピー・アール・エーは、本作が初の制作元請となる。
ナレーションは弓原健史。新作として、2016年にOVA、2018年にOVA2が発売されている。

### スタッフ
- 原作 - 「ビキニ・ウォリアーズ」ホビージャパン
- キャラクター原案 - Hisasi・おにぎりくん・saitom・織田non（全話）、広江礼威・Tony（第8話 - OVA1）、高村和宏・ヤスダスズヒト（OVA1）、AKIRA・あかざわRED（OVA2）
- 原案 - 河原正信
- 監督 - 葛谷直行
- シリーズ構成・脚本 - 玉井☆豪
- キャラクターデザイン・総作画監督 - 村山公輔
- プロップデザイン - 片岡千春・大谷道子・上原史也（第1話 - 第13話）、小川浩（OVA1、OVA特別編）
- 美術 - スタジオちゅーりっぷ
- 美術監督 - 鈴木友成
- 美術設定 - 大平司
- 色彩設定 - 植木義則
- 撮影監督 - 林昭夫
- 編集 - 平木大輔（第1話 - 第13話）、丸山流美（OVA1 - ）
- 音響監督 - えのもとたかひろ
- 音響制作 - スタジオマウス
- 音楽 - 奏多雅
- 演奏 - STORM
- プロデューサー - 笠松竜二、江波戸憲司、角田博昭
- アニメーション制作 - feel.×ピー・アール・エー
- 企画協力 - YTE
- 製作 - ホビージャパン

### 各話リスト
| 話数                  | サブタイトル                                                               | 絵コンテ   | 演出     | 作画監督          | 総作画監督 | ハイパーセクシー版 |
| --------------------- | -------------------------------------------------------------------------- | ---------- | -------- | ----------------- | ---------- | ------------------ |
| Episode01             | ビキニアーマーはビキニアーマーであってビキニではない                       | 葛谷直行   | 葛谷直行 | 原田峰文          | 村山公輔   | ○                  |
| Episode02             | 勇者の旅立ちにはどうしても必要なものがある                                 | 大河原晴男 | 葛谷直行 | 原田峰文          | 村山公輔   | ○                  |
| Episode03             | 勇者といえども生きていかなければならないのである                           | 葛谷直行   | 葛谷直行 | 片岡千春          | 村山公輔   | ○                  |
| Episode04             | 勇者たるもの見返りを求めてはいけない                                       | 葛谷直行   | 葛谷直行 | 原田峰文          | 村山公輔   | ○                  |
| Episode05             | いつか使うと思っているモノはだいたい最後まで使わない                       | 葛谷直行   | 葛谷直行 | 原田峰文          | 村山公輔   | ○                  |
| Episode06             | 勇者とは限界に挑み、それを超える者である                                   | 葛谷直行   | 葛谷直行 | 原田峰文          | 村山公輔   | ○                  |
| Episode07             | 酒場で出会った仲間に過度な期待をするのは禁物                               | 葛谷直行   | 葛谷直行 | 原田峰文 片岡千春 | 村山公輔   | ○                  |
| Episode08             | 冒険の半ばに新たな仲間が加わることはよくある話                             | 葛谷直行   | 葛谷直行 | 原田峰文          | 村山公輔   | ○                  |
| Episode09             | 信頼していた仲間の裏切りに際して勇者の取るべき行動                         | 葛谷直行   | 葛谷直行 | 原田峰文          | 村山公輔   | ○                  |
| Episode10             | 欲しいと願うアイテムこそなかなか手に入らない                               | 葛谷直行   | 葛谷直行 | 原田峰文          | 村山公輔   | ○                  |
| Episode11             | 聖騎士の白き柔肌に迫る獣欲の罠                                             | 葛谷直行   | 葛谷直行 | 原田峰文 片岡千春 | 村山公輔   | ○                  |
| Episode12             | 果たして本当にこれで終わるのかは我々にもまだ分からない                     | 葛谷直行   | 葛谷直行 | 原田峰文          | 村山公輔   | ○                  |
| Episode13 (未放送)    | 購入して頂いた方々のために普段見られないモノを提供するのは当然のことである | 葛谷直行   | 葛谷直行 | 原田峰文          | 村山公輔   | -                  |
| Episode14 (OVA1)      | クノイチ忍法帖 秘蜜のしたたり                                              | 葛谷直行   | 葛谷直行 | 原田峰文          | 桝田邦彰   | -                  |
| Episode15 (OVA1)      | これが伝説の防具を手に入れた勇者たちの姿である                             | 葛谷直行   | 葛谷直行 | 大谷道子          | 桝田邦彰   | -                  |
| Episode16 (OVA特別編) | フィギュアだけでは伝えきれない魅力を映像化してみた                         | 葛谷直行   | 葛谷直行 | 大谷道子          | 桝田邦彰   | -                  |
| Episode17 (OVA2)      | 勇者には常に理不尽なイベントがつきまとうものである                         | 葛谷直行   | 山田晃   | 原田峰文          | 立田眞一   | -                  |
| Episode18 (OVA2)      | ビキニ・オブ・ザ・デッド                                                   | 葛谷直行   | 山田晃   | 原田峰文          | 立田眞一   | -                  |

### 放送局
| 放送地域 | 放送局             | 放送期間                | 放送日時                     | 放送系列   | 備考                                                                                       |
| -------- | ------------------ | ----------------------- | ---------------------------- | ---------- | ------------------------------------------------------------------------------------------ |
| 東京都   | TOKYO MX           | 2015年7月8日 - 9月23日  | 水曜 1:35 - 1:40（火曜深夜） | 独立局     | エムキャス対応                                                                             |
| 日本全域 | ニコニコチャンネル | 2015年7月8日 - 9月23日  | 水曜 1:35（火曜深夜） 更新   | ネット配信 | 第1話無料、第2話有料、第3話以降1週間無料                                                   |
| 日本全域 | バンダイチャンネル | 2015年7月8日 - 9月23日  | 水曜 12:00 更新              | ネット配信 | 第1話無料、第2話以降は有料会員向けに1週間配信後無料会員向けに有料配信 有料会員は全話見放題 |
| 日本全域 | AT-X               | 2015年7月9日 -          | 木曜 0:45 - 0:50（水曜深夜） | CS放送     | リピート放送あり                                                                           |
| 日本全域 | GYAO!              | 2015年7月11日 - 9月26日 | 土曜 0:00（金曜深夜） 更新   | ネット配信 | 第1話無料、第2話以降有料                                                                   |

### BD / DVD
2015年12月19日にホビージャパンより全12話（Episode01 - 12）と未放送1話（Episode13）を収録したBD・DVD「ビキニ・ウォリアーズ」が発売。
2016年12月7日に新作エピソード全2話（Episode14、15）および既存話のハイパーセクシー版全6話（Episode02、04、06、07、11、12）を収録したBD・DVD「ビキニ・ウォリアーズ OVA」が発売。前述の通り、勇者一行の絡み描写の過激化、局部描写などが解禁されている。
2016年12月24日 - 2017年2月20日まで『月刊ホビージャパン』2017年2月号＆3月号の誌上通販や一部店舗で予約可能だったフィギュア「ビキニ・ウォリアーズ クレリック」の限定版には、新作エピソード全1話（Episode16）とデジタルギャラリーが収録されたBD「ビキニ・ウォリアーズ OVA クレリック特別編」が同梱されており、2017年8月 - 9月に発送された。
2018年7月27日に新作エピソード全2話（Episode17、18）およびハイパーセクシー版全6話（Episode01、03、05、08、09、10）を収録したBD・DVD「ビキニ・ウォリアーズ OVA2」が発売。

### インターネットテレビ
2015年7月7日に、ニコニコ生放送にて『TVアニメ「ビキニ・ウォリアーズ」〜世界の半分じゃなくて全部よこせスペシャル〜』のタイトルで配信された。出演は日笠陽子（声優・ファイター役）、加隈亜衣（声優・メイジ役）、林檎蜜紀（コスプレイヤー・ファイター役）るしゃ（コスプレイヤー・メイジ役）、笠松（プロデューサー、ホビージャパン所属）。

## 漫画
ビキニ・ウォリアーズ
2015年6月から2015年12月まで『コミックHJ文庫』で連載されたWeb4コマ漫画。全6話。原作はホビージャパン。漫画はmatch。
2016年8月以降は『コミックファイア』サイト内のコミックアーカイブスとして配信継続中。

ビキニ・ウォリアーズ ゲート・オブ・ビキニ
2015年8月7日から2015年12月25日まで『メガホビ特設ページ』において連載されたWeb4コマ漫画。全20話。作者は原田将太郎。
内容はビキニ・ウォリアーズのフィギュアの告知を行うものだが、第9話、第10話ではクイーンズブレイドシリーズからアレイン、セイテンのフィギュアを紹介している。

## フィギュア
メガハウスより『エクセレントモデルCORE』シリーズ発売。STD版とDX版があり、DX版では差し替えパーツが付属する。
- ダークエルフ 2015年6月19日受注開始。
- パラディン 2015年7月25日受注開始。ホビージャパン通販限定。
- ファイター 2015年7月31日受注開始。
- メイジ 2015年10月24日受注開始。ホビージャパン通販限定。
- ハンター 2015年11月23日受注開始。
- ヴァルキリー 2016年1月25日受注開始。ホビージャパン2016年3、4月号誌上通販。

EXシリーズ
- メイジ(EX) 2016年2月25日受注開始。